# 恩茨县
恩茨县（Enzkreis）是德国巴登-符腾堡州的一个县，隶属于卡尔斯鲁厄行政区，首府普福尔茨海姆。

## 地理
恩茨县西面和北面与卡尔斯鲁厄县，东北面与海尔布隆县（斯图加特行政区），东面与路德维希堡县（斯图加特行政区），东南面与伯布林根县（斯图加特行政区），南面与卡尔夫县相邻。恩茨县就像一个下方开口的环，包围着巴登-符腾堡州的直辖市普福尔茨海姆市。